# Episodi di The 20th Century-Fox Hour (prima stagione)
La prima stagione della serie televisiva The 20th Century-Fox Hour è andata in onda negli Stati Uniti dal 5 ottobre 1955 al 13 giugno 1956 sulla CBS.
| nº | Titolo originale           | Prima TV USA     |
| -- | -------------------------- | ---------------- |
| 1  | Cavalcade                  | 5 ottobre 1955   |
| 2  | Laura                      | 19 ottobre 1955  |
| 3  | The Ox-Bow Incident        | 2 novembre 1955  |
| 4  | The Late George Apley      | 16 novembre 1955 |
| 5  | Christopher Bean           | 30 novembre 1955 |
| 6  | The Miracle on 34th Street | 14 dicembre 1955 |
| 7  | Man on the Ledge           | 28 dicembre 1955 |
| 8  | Yacht on the High Sea      | 11 gennaio 1956  |
| 9  | One Life                   | 25 gennaio 1956  |
| 10 | Crack-Up                   | 8 febbraio 1956  |
| 11 | In Times Like These        | 22 febbraio 1956 |
| 12 | Deception                  | 7 marzo 1956     |
| 13 | Gun in His Hand            | 4 aprile 1956    |
| 14 | Mr. Belvedere              | 18 aprile 1956   |
| 15 | Broken Arrow               | 2 maggio 1956    |
| 16 | Overnight Haul             | 16 maggio 1956   |
| 17 | The Empty Room             | 30 maggio 1956   |
| 18 | The Hefferan Family        | 13 giugno 1956   |

## Cavalcade
- Prima televisiva: 5 ottobre 1955
- Diretto da: Lewis Allen
- Soggetto di: Noël Coward

### Trama
- Guest star: Victoria Ward (Margaret Harris), Michael Wilding (Robert Marryot), John Irving (Edward Marryot), Nora O'Mahony (Ellen), Marcia Henderson (Edith Harris), Merle Oberon (Jane Marryot), Carolyn Jones (Fanny Bridges), Noel Drayton (Bridges), Doris Lloyd (Mrs. Snapper), Richard Lupino (Joe Marryot)

## Laura
- Prima televisiva: 19 ottobre 1955
- Diretto da: John Brahm
- Scritto da: Mel Dinelli
- Soggetto di: Vera Caspary

### Trama
- Guest star: Dana Wynter (Laura Howe), Harry Carter (poliziotto), Gordon Wynn (MacAvity), Johnny Washbrook (Danny Morgan), Gloria Clark (Bessie Clary), Scott Forbes (Shelby Carpenter), Robert Stack (Mark McPherson), Robert Williams (Fred Callahan), George Sanders (Waldo Lydecker)

## The Ox-Bow Incident
- Prima televisiva: 2 novembre 1955
- Diretto da: Gerd Oswald
- Scritto da: David Dortort
- Soggetto di: Walter Van Tilburg Clark

### Trama
- Guest star: Raymond Burr (maggiore Tetley), Wallace Ford (Monty Smith), Hope Emerson (Ma Greer), Rodolfo Hoyos, Jr. (Gonzalez), Taylor Holmes (giudice Tyler), Russell Simpson (vecchio), Jay Brooks (Sparks), Robert Wagner (Gil Carter), Tyler MacDuff (Gerald Tetley), E. G. Marshall (Mr. Davies), Michael Ansara (Jeff Farnley), Robert Adler (Mark), Walter Sande (Moore), James Westerfield (Deputy Mapes), Eddie Firestone (Art Croft), Cameron Mitchell (Donald Martin), Ray Teal (Bartlett)

## The Late George Apley
- Prima televisiva: 16 novembre 1955
- Diretto da: Jules Bricken
- Scritto da: Edward Hope
- Soggetto di: J. P. Marquand

### Trama
- Guest star: Ann Harding (Catherine Apley), Raymond Massey (George Apley), Katherine Warren (Amelia Newcombe), Gerald Oliver Smith (Wilson), Steven Hayes (Heywood), Grandon Rhodes (Dean Ringwood), Joanne Woodward (Eleanor Apley), Barry Coe (John Apley), Dee Carroll (Ethel), Jimmy Hayes (William Bradford), Arthur Franz (Howard Boulder), Torin Thatcher (Roger Newcombe), Philip Tonge (Buzzy Loring), Carl Benton Reid (Julian Dole)

## Christopher Bean
- Prima televisiva: 30 novembre 1955
- Diretto da: Lewis Allen
- Scritto da: Mel Dinelli
- Soggetto di: Sidney Howard

### Trama
- Guest star: Mildred Natwick (Mrs. Hagget), Gene Lockhart (dottor Milton Hagget), Thelma Ritter (Abby), Craig Hill (Warren Creamer), Allyn Joslyn (Mr. Tallant), Philip Ober (Maxwell Davenport), Les Tremayne (Mr. Duprez), Kipp Hamilton (Susie Hagget)

## The Miracle on 34th Street
- Prima televisiva: 14 dicembre 1955
- Diretto da: Robert Stevenson
- Soggetto di: Valentine Davies

### Trama
- Guest star: Thomas Mitchell (Kris Kringle), Sandy Descher (Susan Walker), Ray Collins (giudice Harper), Sara Berner (Shopper), Herbert Heyes (Gimble), Louis Towers (Peter), Earl Robie (Tommy Mara Jr.), Teresa Wright (Doris Walker), Dick Foran (Thomas Mara), Hans Conried (Mr. Shellhammer), Maudie Prickett (Miss Prossy), Herb Vigran (Postal Clerk), Paul Smith (Store Clerk), Macdonald Carey (Fred Gailey), Don Beddoe (R.H. Macy), John Abbott (dottor Albert Sawyer), Whit Bissell (dottor Pierce)

## Man on the Ledge
- Prima televisiva: 28 dicembre 1955
- Diretto da: Lewis Allen
- Soggetto di: Joel Sayre

### Trama
- Guest star: William Gargan (ufficiale Gargan), Sylvia Sidney (Mrs. Cosick), Willis Bouchey (capitano Kane), Barbara Woodell (Mrs. Bragan), Frank Sully (sergente), Richard Collier (cameriere), Joey Ray (reporter Tribune), Ralph Peters (tassista), James Bell (Mr. Cosick), Clark Howat (Farley), Cameron Mitchell (Robert Cosick), Paul Wexler (Parkinson), Douglas Evans (assistente del direttore dell'hotel), Jess Kirkpatrick (reporter Mirror), Howard Wendell (esercente dell'hotel), Alan Hale, Jr. (Boyle), Eduard Franz (dottor Benson), Than Wyenn (Max), Vera Miles (Virginia)

## Yacht on the High Sea
- Prima televisiva: 11 gennaio 1956
- Diretto da: Ted Post
- Soggetto di: Eugene Vale

### Trama
- Guest star: Kathleen Rooney (Manuela), Robert Kendall (Juan), Joseph Sanchez (Pepito), Dean Cromer (Keswick), John Macchai (pilota), Kent Odell (navigatore), Tim Sullivan (ufficiale Weather), Michael Garrett (Jackson), Anna Maria Fontes (Maria), Jerry Paris (Ferguson), Gary Merrill (Ian Byrnes), Nina Foch (Joan Byrnes), Myron Healey (tenente Winslow), Herbert Anderson (Bob Perkins), Robert Forrest (McKeever), Abraham Sofaer (Jose Hernandez), Torin Thatcher (capitano McCrea), Argentina Brunetti (Rosa Hernandez), Noel Drayton (Hedges), Don C. Harvey (Bellini), Max Showalter (Barry)

## One Life
- Prima televisiva: 25 gennaio 1956
- Diretto da: Peter Godfrey
- Scritto da: Frank Hursley, Doris Hursley, Peter Packer

### Trama
- Guest star: Dane Clark (Tom Benson), Robert G. Anderson (ufficiale di polizia), Julie Gibson (Secretary), Audrey Totter (Ellen Benson), Grandon Rhodes (Liggett), Katherine Warren (madre di Susan), William Hopper (Philip Harland), Nina Foch (Susan Harland), Eve McVeagh (infermiera), Norma Varden (Mrs. Sylvester)

## Crack-Up
- Prima televisiva: 8 febbraio 1956
- Diretto da: Ted Post
- Soggetto di: I.A.R. Wylie

### Trama
- Guest star: Harry Carter (1st Guest), William Swan (co-pilota), Leslie Banning (Stewardess), Herbert Lytton (agente di viaggio), Rodney Bell (2nd Guest), Robert Carson (3rd Guest), Gail Bonney (Guest Woman), Steve Conte (annunciatore), Robert Crosson (Bellhop), David Bair (Messenger), Jack Gargan (Agent), John Bryant (Draftsman #2), Jess Kirkpatrick (Draftsman #1), Marilyn Saris (receptionist), Raymond Bailey (Claffey), Carl Benton Reid (dottor Merriam), Gary Merrill (David Trask), Jesse White (Eddie Hoke), Virginia Grey (Jane Trask), Barbara Ruick (Julie Morrison), John Pickard (pilota), Tom Powers (dottor Fernwood), Bette Davis (Marie Hoke), Clark Howat (Herbert Shreve), Lilian Bond (Hostess)

## In Times Like These
- Prima televisiva: 22 febbraio 1956
- Diretto da: William Seiter
- Scritto da: Harry Segall
- Soggetto di: Mackinley Kantor

### Trama
- Guest star: Mark Damon (Rusty all'età di 17 anni), Lili Gentle (Lenore all'età di 17 anni), George Eldredge (Bill Beecher), Dan Riss (Watson), Harry Harvey (operatore del telegrafo), Danny Mummert (corriere), Tristram Coffin (Scoutmaster), Patsy Weil (Sally), Irene Seidner (Mrs. Schneider), James Drury (Anton Cavrek), Fay Wray (Agnes Marsh), Macdonald Carey (Lew Marsh), Charles Herbert (Tod), Raymond Greenleaf (propositore del brindisi), Johnny Washbrook (Rusty all'età di 12 anni), Louis Towers (Jackie), Tommy Ivo (Everett Moore), Susan Luckey (Gretchen), Todd Farrell (Rusty age 6), Pamela Baird (Lenore all'età di 12 anni)

## Deception
- Prima televisiva: 7 marzo 1956
- Diretto da: Jules Bricken
- Scritto da: William Spier
- Soggetto di: Alec Waugh

### Trama
- Guest star: Linda Darnell (Lily Martyn), Trevor Howard (Doug Elliott), John Williams (Sir Thomas), Alan Napier (governatore), Chester Jones (Bellhop), Jester Hairston (Jacob), Noel Drayton (Wilkins), Doris Lloyd (Mrs. Allmost), Gavin Muir (Harry), Arthur Gould-Porter (Hodges), Eleanor Audley (moglie del governatore), George Chakiris (doppio agente francese), Harold Dyrenforth (ufficiale German)

## Gun in His Hand
- Prima televisiva: 4 aprile 1956
- Diretto da: Lewis Allen
- Scritto da: Steve Fisher
- Soggetto di: Leo Townsend

### Trama
- Guest star: Mark Hanna (Matty), Stuart Randall (Willis), Richard Crane (Johnson), George E. Stone (Postal Clerk), Paul Baxley (Whitey), Charles Cane (Big Red), Herbert Lytton (Impiegato di corte), Debra Paget (Mary), Ray Collins (Callicott), Robert Wagner (Wade Connors), Mort Mills (Joe Kirby), Charles Drake (Macauley), Royal Dano (Jed), Charles Meredith (giudice Blanton), Paul Stader (Indio), Trevor Bardette (Willis), John Cliff (Jackson)

## Mr. Belvedere
- Prima televisiva: 18 aprile 1956
- Diretto da: James V. Kern
- Scritto da: John L. Greene, Peggy Chantler Dick

### Trama
- Guest star: Robert Foulk (McPherson), Ray Ferrell (Ray), Zasu Pitts (Miss Appleton), Eddie Bracken (Harry King), Margaret Hayes (Tacey King), Todd Ferrell (Todd King), Joyce Holden (Edna Philby), Kim Tyler (Kim King), Eleanor Audley (Mrs. Hammond), Don Beddoe (Mr. Taylor), Reginald Gardiner (Mr. Lynn Belvedere), Howard Wendell (Horatio Hammond)

## Broken Arrow
- Prima televisiva: 2 maggio 1956
- Diretto da: Robert Stevenson
- Soggetto di: Elliott Arnold

### Trama
- Guest star: Roy Roberts (Lowrie), John Lupton (Tom Jeffords), Tommy Cook (Machogee), Donald Randolph (colonnello Bernall), Ralph Reed (Chip Slade), Robert Griffin (Mule Driver), Rita Moreno (Sonseeahray), Anthony George (Nahilzay), Robert F. Simon (Ben Slade), Ralph Moody (Nochalo), Tom Fadden (Milt Duffield), Ricardo Montalbán (Cochise), Anthony Caruso (Gokliya), Robert Warwick (generale Howard)

## Overnight Haul
- Prima televisiva: 16 maggio 1956
- Diretto da: Jules Bricken
- Scritto da: Leonard Freeman
- Soggetto di: A. I. Bezzerides

### Trama
- Guest star: Claire Carleton (May), Forrest Lewis (Al), Lizabeth Scott (Frances Fowler), Clarence Muse (Cousin Brown), Richard Eyer (Billy), Richard Conte (Barney Fowler), Barney Phillips (Max), James Griffith (sceriffo Walker)

## The Empty Room
- Prima televisiva: 30 maggio 1956
- Diretto da: Tim Whelan
- Soggetto di: Charles Morgan

### Trama
- Guest star: Philip Tonge (Vicar), Alan Napier (Sir Edward), Anthony Eustrel (Ogilvie), Wallis Clark (Morgan), Eleanor Audley (Mrs. Morgan), G. Thomas Duggan (Bascomb), Doris Lloyd (Lady Beatrice), Lily Kemble Cooper (Miss Privet), Virginia Field (Venetia), Patric Knowles (Henry Rydal), Jeffrey Hunter (Dick Cannock), Queenie Leonard (receptionist), Audrey Dalton (Carey Rydal), Terence de Marney (Bunny), Evelyn Ankers (Millicent), Gerald Oliver Smith (Bates), Victoria Ward (Ethel), Lowell Gilmore (George)

## The Hefferan Family
- Prima televisiva: 13 giugno 1956
- Diretto da: Jules Bricken
- Scritto da: Dorothy Cooper Foote
- Soggetto di: Rosemary Taylor

### Trama
- Guest star: Steve Wooton (Oliver), Carolyn Jones (Rita Kirby), Jack Rice (Mr. Robinson), Paul Douglas (Jim Hefferan), Alexis Smith (Emily Hefferan), Mark Damon (Harold), Roy Roberts (Harry Bowers), Jesse White (George Kirby), Eilene Janssen (Rosemary), Beverly Washburn (Ruthie), Nancy Kulp (Miss Gillis)